# Cantó de Bustanico
El cantó de Bustanico és una divisió administrativa francesa situat al departament de l'Alta Còrsega i a la Col·lectivitat Territorial de Còrsega.

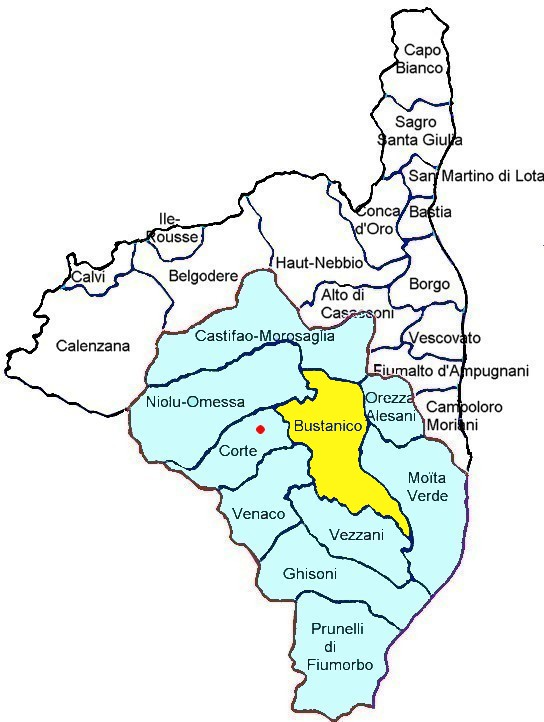
Localització del cantó de Bustanico

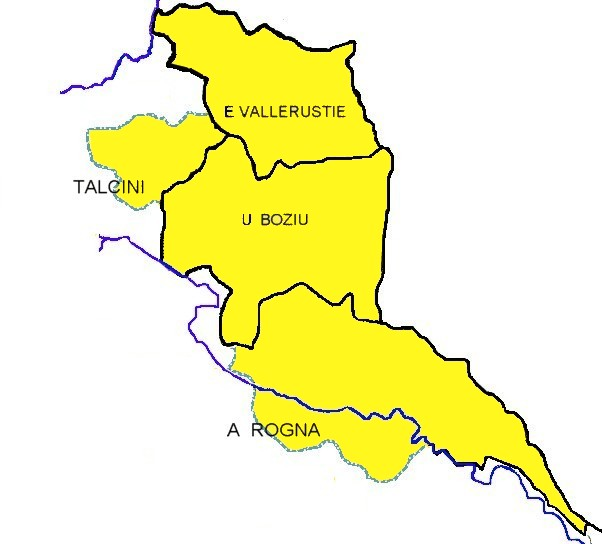
Cantó de Bustanico : microregions

## Administració
| Període   | Identitat         | Partit              | Qualitat          |  |
| --------- | ----------------- | ------------------- | ----------------- |  |
| 2001-2008 | Antoine Perinetti | DVD                 | Conseller General |  |
| 2008-     | Dominique Vanucci | Socialistes i afins | Conseller General |  |

## Composició
| Nom                                                                           | Població | Codi Postal | Codi Insee |  |
| ----------------------------------------------------------------------------- | -------- | ----------- | ---------- |  |
| Aiti (Aiti, pieve d'E Vallerustie)                                            | 24       | 20244       | 2B003      |  |
| Alando (Alandu, pieve de Boziu)                                               | 23       | 20250       | 2B005      |  |
| Altiani (Altiani, pieve d'A Rogna)                                            | 95       | 20270       | 2B012      |  |
| Alzi (Alzi, pieve de Boziu)                                                   | 17       | 20240       | 2B013      |  |
| Bustanico (Bustanicu, pieve de Boziu)                                         | 77       | 20250       | 2B045      |  |
| Cambia (Cambia, pieve d'E Vallerustie)                                        | 79       | 20244       | 2B051      |  |
| Carticasi (Carticasi, pieve d'E Vallerustie)                                  | 26       | 20244       | 2B068      |  |
| Castellare-di-Mercurio (U Castellà, pieve de Mercuriu)                        | 25       | 20250       | 2B078      |  |
| Erbajolo (Erbaghjolu, pieve d'A Rogna)                                        | 92       | 20250       | 2B105      |  |
| Érone (Erone, pieve d'E Vallerustie)                                          | 8        | 20244       | 2B106      |  |
| Favalello (U Favalellu, pieve de Boziu)                                       | 47       | 20250       | 2B110      |  |
| Focicchia (Fughjuchja, pieve d'A Rogna)                                       | 30       | 20250       | 2B116      |  |
| Giuncaggio (Ghjuncaghju, pieve d'A Rogna)                                     | 76       | 20251       | 2B126      |  |
| Lano (Lanu, pieve d'E Vallerustie)                                            | 21       | 20244       | 2B137      |  |
| Mazzola (A Mazzola, pieve de Boziu)                                           | 22       | 20250       | 2B157      |  |
| Pancheraccia (Pancheraccia, pieve d'A Rogna)                                  | 184      | 20251       | 2B201      |  |
| Piedicorte-di-Gaggio (Pedicorti, pieve d'A Rogna, ancien chef-lieu de canton) | 127      | 20251       | 2B218      |  |
| Pietraserena (A Petra Serena, pieve d'A Rogna)                                | 80       | 20251       | 2B226      |  |
| Rusio (Rusiu, pieve d'E Vallerustie)                                          | 66       | 20244       | 2B264      |  |
| Sermano (Sermanu, pieve de Boziu, ancien chef-lieu de canton)                 | 76       | 20250       | 2B275      |  |
| Sant'Andréa-di-Bozio (Sant'Andria di Boziu, pieve de Boziu)                   | 76       | 20250       | 2B292      |  |
| San-Lorenzo (Sa Lurenzu, pieve d'E Vallerustie, ancien chef-lieu de canton)   | 106      | 20244       | 2B304      |  |
| Santa-Lucia-di-Mercurio (Santa Lucia di Mercuriu, pieve de Mercuriu)          | 69       | 20250       | 2B306      |  |
| Tralonca (Tralonca, pieve de Talcini)                                         | 64       | 20250       | 2B329      |  |

## Demografia
| 1962  | 1968  | 1975  | 1982  | 1990  | 1999  |
| ----- | ----- | ----- | ----- | ----- | ----- |
| 2.060 | 2.443 | 2.041 | 1.755 | 1.409 | 1.510 |